# МКС-48
МКС-48 — сорок восьмая долговременная экспедиция Международной космической станции (МКС). Экспедиция началась с момента отстыковки от станции 18 июня 2016 года, 05:52 UTC корабля «Союз ТМА-19М». В состав экспедиции вошел экипаж корабля «Союз ТМА-20М»  из 3 человек, ранее прибывших на станцию и работавших в предыдущей экспедиции МКС-47. 9 июля 2016 года, 04:06 UTC экспедиция пополнилась экипажем космического корабля «Союз МС-01». С этого момента в экспедиции работало 6 человек. Завершилась экспедиция в момент отстыковки от станции корабля «Союз ТМА-20М» 6 сентября, 21:51 UTC.

## Экипаж
После фамилии в скобках указан номер космического полета в карьере космонавта/астронавта.
| Должность     | Первый этап экспедиции (с 18 июня 2016 по 9 июля 2016) | Второй этап экспедиции (с 9 июля 2016 до 6 сентября 2016) | Корабль доставки |
| ------------- | ------------------------------------------------------ | --------------------------------------------------------- | ---------------- |
| Командир      | Джеффри Уильямс (4), НАСА                              | Джеффри Уильямс (4), НАСА                                 | Союз ТМА-20М     |
| Бортинженер 1 | Алексей Овчинин (1), Роскосмос                         | Алексей Овчинин (1), Роскосмос                            | Союз ТМА-20М     |
| Бортинженер 2 | Олег Скрипочка (2), Роскосмос                          | Олег Скрипочка (2), Роскосмос                             | Союз ТМА-20М     |
| Бортинженер 3 |                                                        | Кэтлин Рубинс (1), НАСА                                   | Союз МС-01       |
| Бортинженер 4 |                                                        | Анатолий Иванишин (2), Роскосмос                          | Союз МС-01       |
| Бортинженер 5 |                                                        | Такуя Ониси (1), JAXA                                     | Союз МС-01       |

## Основные задачи
- участие в операциях по управлению полётом и стыковкой ТПК «Союз МС-01» с МКС к малому исследовательскому модулю «Рассвет» (МИМ1);
- совместная работа по программе экспедиции МКС-48;
- работа с транспортными грузовыми кораблями (ТГК) «Прогресс МС-01», «Прогресс МС-02», «Прогресс МС-03»;
- извлечение адаптера IDA-2 из грузового корабля Dragon миссии SpaceX CRS-9 и установка его на передний переходник PMA-2 модуля Гармония. IDA-2. Адаптер нужен для стыковки через него к МКС будущих пилотируемых космических кораблей Crew Dragon и CST-100 Starliner. Для этого используется система нескольких манипуляторов МКС — «Канадарм2». 16 августа адаптер извлекается из контейнера механической рукой (дистанционным манипулятором космической станции) и передаётся двурукому манипулятору «Декстр», который устанавливает адаптер IDA-2 на переходник PMA-2 (PMA-2 уже пристыкован к модулю Гармония). Во время последующего выхода астронавтов в открытый космос 19 августа, адаптер окончательно был закреплён на PMA-2[4][5].
- проведение летных испытаний нового корабля «Союз МС», включающих в себя отработку новых систем: бортовой радиотехнической системы (БРТС), комбинированной двигательной установки (КДУ), системы управления движением и навигацией (СУДН), телевизионной системы (ТВС);
- отработка телеоператорного режима управления (ТОРУ) сближением и причаливанием путем расхождения корабля «Прогресс МС-01» с МКС, зависания и повторного причаливания;
- работа с американским грузовым кораблем SpaceX CRS-9;
- поддержание работоспособности станции и дооснащение МКС оборудованием, доставленным грузовыми кораблями;
- выполнение программы научно-прикладных исследований и экспериментов;
- участие в мероприятиях по программе работ с общественностью и СМИ;
- проведение бортовых фото и видеосъёмок для создания хроники полёта МКС;
- подготовка к возвращению на Землю трёх членов экипажа экспедиции МКС-47/48 на ТПК «Союз ТМА-20М».

## Ход экспедиции

### Выходы в открытый космос
1. 19 августа 2016 года,  Джеффри Уильямс и  Кэтлин Рубинс, из модуля Квест, длительность 5 часов 58 минут, установка адаптера IDA2 на гермоадаптер PMA-2 модуля Harmony[6].
2. 1 сентября 2016 года,  Джеффри Уильямс и  Кэтлин Рубинс, из модуля Квест, длительность 6 часов 48 минут, выполнение работ на поверхности американского сегмента МКС[7].

### Принятые грузовые корабли
1. Прогресс МС-03, запуск 17 июля 2016 года, стыковка 19 июля 2016 года.
2. SpaceX CRS-9, запуск 18 июля 2016 года, стыковка 20 июля 2016 года.

## Внешние ссылки
- Экспедиции Международной космической станции на сайте НАСА
- Страница Международной космической станции на сайте Роскосмоса
- Страница Международной космической станции на сайте Центра управления полётами Архивная копия от 20 февраля 2018 на Wayback Machine
- Страница Международной космической станции на сайте РКК Энергия
- Страница Международной космической станции на сайте Центра подготовки космонавтов им. Ю. Гагарина